# Крачковка
Крачко́вка (укр. Крачківка) — село в Уманском районе Черкасской области Украины.
Население по переписи 2001 года составляло 799 человек. Почтовый индекс — 20123. Телефонный код — 4748.

## Местный совет
20123, Черкасская обл., Маньковский р-н, с. Крачковка